# Business as Usual (Album)
Business as Usual ist das Debütalbum der australischen Rockband Men at Work aus dem Jahr 1981.

## Entstehung und Veröffentlichung
Die Erstveröffentlichung von Business as Usual erfolgte am 9. November 1981 bei CBS Records. Das Album erschien in seiner Original ausführung als LP mit zehn Titeln (Katalognummer: SBP 237700). Im Jahr 1990 erschien es erstmals als CD-Ausführung (Katalognummer: 85423). Am 17. Februar 2003 erschien eine „Expanded Edition“ als CD mit vier Bonustiteln (Katalognummer: 508617 2).
Geschrieben wurden die Lieder von den Men-at-Work Mitgliedern, in wechselnder Besetzung. Für die Produktion zeichnete Peter McIan verantwortlich.

## Titelliste
| Seite A                             | Seite A                                          | Seite A |
| Titel                               | Autor(en)                                        | Länge   |
| ----------------------------------- | ------------------------------------------------ | ------- |
| Who Can It Be Now?                  | Colin Hay                                        | 3:25    |
| I Can See It in Your Eyes           | Colin Hay                                        | 3:32    |
| Down Under                          | Colin Hay, Ron Strykert                          | 3:45    |
| Underground                         | Colin Hay                                        | 3:07    |
| Helpless Automaton                  | Greg Ham                                         | 3:23    |
| Seite B                             |                                                  |         |
| People Just Love to Play with Words | Ron Strykert                                     | 3:33    |
| Be Good Johnny                      | Colin Hay, Greg Ham                              | 3:39    |
| Touching the Untouchables           | Colin Hay, Ron Strykert                          | 3:41    |
| Catch a Star                        | Colin Hay                                        | 3:31    |
| Down by the Sea                     | Colin Hay, Ron Strykert, Greg Ham, Jerry Speiser | 6:53    |

## Singleauskopplungen
| Jahr | Titel              | Höchstplatzierung, Gesamtwochen, AuszeichnungChartplatzierungen (Jahr, Titel, , Platzierungen, Wochen, Auszeichnungen, Anmerkungen) | Höchstplatzierung, Gesamtwochen, AuszeichnungChartplatzierungen (Jahr, Titel, , Platzierungen, Wochen, Auszeichnungen, Anmerkungen) | Höchstplatzierung, Gesamtwochen, AuszeichnungChartplatzierungen (Jahr, Titel, , Platzierungen, Wochen, Auszeichnungen, Anmerkungen) | Höchstplatzierung, Gesamtwochen, AuszeichnungChartplatzierungen (Jahr, Titel, , Platzierungen, Wochen, Auszeichnungen, Anmerkungen) | Höchstplatzierung, Gesamtwochen, AuszeichnungChartplatzierungen (Jahr, Titel, , Platzierungen, Wochen, Auszeichnungen, Anmerkungen) | Höchstplatzierung, Gesamtwochen, AuszeichnungChartplatzierungen (Jahr, Titel, , Platzierungen, Wochen, Auszeichnungen, Anmerkungen) | Anmerkungen                         |
| Jahr | Titel              | DE | CH | UK | US | AU | NZ | Anmerkungen                         |
| ---- | ------------------ | --- | --- | --- | --- | --- | --- | ----------------------------------- |
| 1981 | Who Can It Be Now? | DE71 (3 Wo.)DE | — | UK45 (5 Wo.)UK | US1 (27 Wo.)US | AU2 (? Wo.)AU | NZ45 (6 Wo.)NZ | Erstveröffentlichung: Mai 1981      |
| 1981 | Down Under         | DE9 Gold · (36 Wo.)DE | CH1 (13 Wo.)CH | UK1 ×2Doppelplatin · (12 Wo.)UK | US1 Platin · (25 Wo.)US | AU1 Gold · (? Wo.)AU | NZ1 (21 Wo.)NZ | Erstveröffentlichung: November 1981 |
| 1982 | Be Good Johnny     | — | — | UK78 (2 Wo.)UK | — | AU8 (? Wo.)AU | NZ3 (13 Wo.)NZ | Erstveröffentlichung: März 1982     |

## Rezeption

### Plagiatsstreit
Im Februar 2010 befand ein Bundesrichter in Sydney, dass die Flöten-Riffs aus Down Under Teile des klassischen australischen Liedes Kookaburra Sits in the Old Gum Tree aus dem Jahr 1934 von Marion Sinclair plagiiert. Das Bundesgericht stellte dabei fest, dass die Urheberrechte noch nicht abgelaufen waren (Sinclair starb 1988) und nun bei Larrikin Music lagen. Nach Ansicht des Gerichtes war ein wesentlicher Teil von Down Under ein Plagiat. Larrikin Music beanspruchte 60 % der Lizenzgebühren als Entschädigung, das Gericht erkannte jedoch nur 5 % auf alle Gewinne ab dem Jahr 2002 an, was etwa 670.000 EUR entsprach.

### Rezensionen
Im Oktober 2010 wurde Business as Usual in dem Buch 100 Best Australian Albums aufgelistet.

### Preise
- 1983: Grammy Awards, Best New Artists[6]
- 1984: BRIT Awards, Best International Artist[7]

## Kommerzieller Erfolg

### Chartplatzierungen
Business as Usual avancierte zum Nummer-eins-Album in Neuseeland (10 Wochen), Norwegen (1 Woche), den Vereinigten Staaten (15 Wochen) sowie im Vereinigten Königreich (6 Wochen). Darüber hinaus erreichte es mit Rang zwei die Top 10 in den Niederlanden.
| ChartsChartplatzierungen       | Höchstplatzierung | Wochen |
| ------------------------------ | ----------------- | ------ |
| Deutschland (GfK)              | 15 (59 Wo.)       | 59     |
| Neuseeland (RMNZ)              | 1 (75 Wo.)        | 75     |
| Vereinigte Staaten (Billboard) | 1 (85 Wo.)        | 85     |
| Vereinigtes Königreich (OCC)   | 1 (44 Wo.)        | 44     |

| ChartsJahrescharts (1982) | Platzierung |
| ------------------------- | ----------- |
| Deutschland (GfK)         | 34          |
| Neuseeland (RMNZ)         | 1           |

### Auszeichnungen für Musikverkäufe
Das Album verkaufte sich laut Schallplattenauszeichnungen über 7,5 Millionen Mal.
| Land/Region                  | Auszeichnungen für Musikverkäufe (Land/Region, Auszeichnung, Verkäufe) | Verkäufe  |
| ---------------------------- | ---------------------------------------------------------------------- | --------- |
| Deutschland (BVMI)           | Gold                                                                   | 250.000   |
| Hongkong (IFPI/HKRIA)        | Gold                                                                   | 10.000    |
| Kanada (MC)                  | 5× Platin                                                              | 500.000   |
| Neuseeland (RMNZ)            | 5× Platin                                                              | 100.000   |
| Niederlande (NVPI)           | Gold                                                                   | 50.000    |
| Vereinigte Staaten (RIAA)    | 6× Platin                                                              | 6.000.000 |
| Vereinigtes Königreich (BPI) | Platin                                                                 | 300.000   |
| Insgesamt                    | 3× Gold · 17× Platin ·                                                 | 7.510.000 |